# Округ Саратога (Њујорк)
Округ Саратога (енгл. Saratoga County) је округ у америчкој савезној држави Њујорк. По попису из 2010. године број становника је 219.607.

## Демографија
Према попису становништва из 2010. у округу је живело 219.607 становника, што је 18.972 (9,5%) становника више него 2000. године.
| Група             | 2000.           | 2010.           |
| Белци             | 190.840 (95,1%) | 203.647 (92,7%) |
| Афроамериканци    | 2.725 (1,4%)    | 3.269 (1,5%)    |
| Азијати           | 2.077 (1,0%)    | 3.919 (1,8%)    |
| Хиспаноамериканци | 2.834 (1,4%)    | 5.279 (2,4%)    |
| Укупно            | 200.635         | 219.607         |